# ITM International College of Tourism and Management
Das International College of Tourism and Management (ITM) ist ein privates Tourismuskolleg mit Sitz in Bad Vöslau, Niederösterreich.

## Geschichte
ITM wurde 1986 unter dem Namen „International Institute of Tourism and Management“ als privates Kolleg mit Öffentlichkeitsrecht in Semmering gegründet. Es war das erste Tourismuskolleg Österreichs, das Englisch als Unterrichtssprache einführte. Die Gründungsintention von ITM war der internationale Wissenstransfer von österreichischem Tourismus Know-how. Ein weiteres ITM-Kolleg bestand von 1992 bis 1996 in Krems an der Donau.
Seit 2005 besteht das Tourismuskolleg als International College of Tourism and Management. Im Herbst 2009 verlegte das ITM seinen Standort nach Bad Vöslau.

## Tourismuskolleg
Die Institution ist ein 2-jähriges internationales Tourismuskolleg und bietet eine 4-semestrige Ausbildung in Hotel and Tourism Management an. Aufgrund des hohen Anteils an internationalen Studierenden und der Multikulturalität der Tourismusbranche ist die Unterrichtssprache Englisch. Ausbildungsschwerpunkte des Kollegprogramms liegt im Erwerb von Management- und Fremdsprachenkenntnissen (englisch, deutsch, spanisch) sowie praktischem Know-how.
Das College Garden Hotel ist ein von Studenten geführtes Hotel, in dem die Studierenden ihre Praxiserfahrung mit dem Umgang am „echten“ Gast erlernen. Im 2. und 3. Semester müssen die Studierenden ein 13-wöchiges Pflichtpraktikum in einem tourismusbezogenen Unternehmen ihrer Wahl im In- oder Ausland absolvieren. Das Praktikum stellt einen wesentlichen Bestandteil der Ausbildung dar, in dem die Studierenden Berufserfahrung sammeln und ihre praktischen und organisatorischen Fertigkeiten verbessern. Nach erfolgreichem Abschluss der Kollegausbildung erhalten die Studierenden das österreichische Diplomzeugnis und den Berufstitel „Tourismuskaufmann/-frau“.
Den Absolventen stehen danach zwei Wege offen: direkt in den Beruf einzusteigen oder ein Weiterstudium an den ITM Partneruniversitäten in Europa, den USA oder Australien zum Bachelor’s Degree.
Das ITM arbeitet mit diversen Partneruniversitäten in Europa, den USA und Australien zusammen. Rund 1800 Studierende (Stand 2020) haben die Hochschule seit 1986 durchlaufen.

## Studiengänge
- Diplomabschluss
  - Österreichisches Diplom in Hotel & Tourism Management
- Bachelor of Business Administration (BBA) in Hospitality Management, zusammen mit der Wittenborg University of Applied Sciences

## Lizenzinstitute
Um den Wissenstransfer zu erleichtern und Tourismusausbildungsstätten im Ausland zu etablieren, vergibt ITM Bad Vöslau Lizenzen für sein Ausbildungsprogramm.